# Páradais (novela)
Páradais es una novela de la escritora mexicana Fernanda Melchor, publicada en 2021 por Random House.
La novela narra la historia de Polo, un adolescente de clase baja que trabaja como jardinero en el fraccionamiento donde reside Franco, un adolescente obeso obsesionado con la pornografia y con tener sexo con su vecina, ambos descenderán a un infierno de crímenes sin retorno.

## Sinopsis
En un conjunto residencial de lujo, dos adolescentes inadaptados se reúnen por las noches para embriagarse a escondidas y compartir sus descabelladas fantasías. Franco Andrade, obeso y solitario, adicto a la pornografía, sueña con seducir a la vecina de al lado, una atractiva mujer casada, madre de familia, por quien ha desarrollado una obsesión malsana; mientras que Polo, su reacio compañero, fantasea con renunciar a su agobiante empleo como jardinero del exclusivo fraccionamiento y huir de su casa, de su pueblo infestado de narcos, y del yugo de su dominante madre. Ante la imposibilidad de conseguir lo que cada uno cree merecer, Franco y Polo maquinarán un plan tan pueril como macabro. 